# Leslie Claudius
Leslie Walter Claudius est un joueur de hockey sur gazon indien, né le 25 mars 1927 à Bilaspur, et mort le 20 décembre 2012.

## Biographie
D'origine anglo-indienne, Leslie Claudius est avec son compatriote Udham Singh, le sportif le plus médaillé en hockey sur gazon. Au cours de sa carrière, il a représenté l'Inde à quatre olympiades, remportant trois fois le titre, en 1948, 1952 et 1956 et une fois l'argent en 1960, l'Inde s'inclinant, avec Claudius comme capitaine contre le Pakistan qui mettait ainsi fin à 28 ans de domination indienne dans cette discipline.
En 1971, il a reçu la Padma Shri.

## Palmarès
- Banga Bibhushan en 2012

### Jeux olympiques d'été
- Jeux olympiques d'été de 1948 à Londres (Angleterre)
  -  Médaille d'or en hockey sur gazon
- Jeux olympiques d'été de 1952 à Helsinki (Finlande)
  -  Médaille d'or en hockey sur gazon
- Jeux olympiques d'été de 1956 à Melbourne (Australie)
  -  Médaille d'or en hockey sur gazon
- Jeux olympiques d'été de 1960 à Rome (Italie)
  -  Médaille d'argent en hockey sur gazon

## Sources
- (en) Cet article est partiellement ou en totalité issu de l’article de Wikipédia en anglais intitulé « Leslie Claudius » (voir la liste des auteurs).